# Processo em segundo plano
Processo Background ou processo de segundo plano, é um termo oriundo dos estudos referentes a Sistemas Operacionais, que designa os processos que ocorrem em que não há interação com o usuário. Diferencia-se, portanto, do processo foreground, que ocorre em primeiro plano, com a interação direta do usuário.